# Výběrový soubor

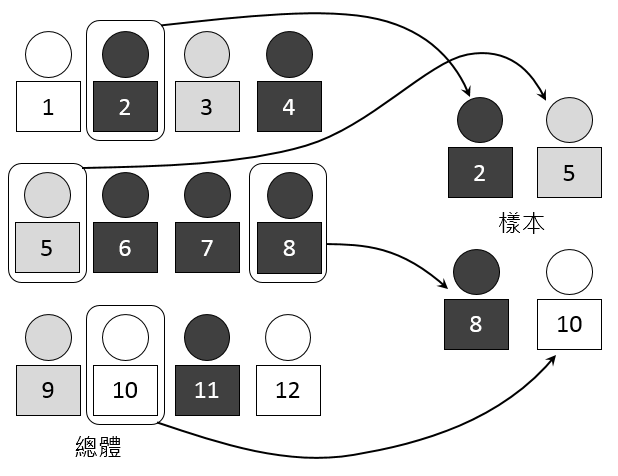
ukázka výběrového souboru

Výběrový soubor se používá ve statistickém, sociologickém či marketingovém výzkumu v okamžiku, kdy chceme na základě sledování náhodně vybraného vzorku (právě výběrového souboru) usuzovat závěry o celé populaci (základním souboru). Výběrový soubor je ten soubor, pro který získáváme při výzkumu data.
Výběrový soubor je podmnožinou základního souboru, který například sleduje určitou populaci v určeném časovém úseku. Výběrový soubor již nezahrnuje celou populaci, ale jen její část. Tato část by však měla být reprezentativní, tedy odpovídat dané populaci. Pokud jsou například naším základním souborem všichni posluchači nějaké konkrétní rozhlasové stanice, nesmíme opomenout zařadit do výběru jedince různého věku, muže i ženy, obyvatele všech krajů ČR, apod. Omezením výběrového souboru například pouze na jeden kraj ČR by mohlo dojít ke zkreslení výsledků, protože v daném kraji mohou mít posluchači jiné preference, než v ostatních krajích. Pro snížení zkreslení vzorku je vhodné volit variantu výběru náhodných vzorků. Jinými slovy, kdybychom testovali úspěšnost studentů na vysokých školách, museli bychom vybrat vzorky po celé zemi, aniž bychom se jakkoliv limitovali či vzorek specifikovali, přičemž klademe důraz na to, abychom vybírali nahodile, což omezuje právě zkreslení výsledků.
Výběrový soubor má vždy konkrétní počet jednotek (prvků). Počet prvků „n“ se nazývá rozsah výběru. V praxi je často nezbytné provádět výzkum na menším vzorku, nežli je základní soubor. Zahrnutí všech jednotek může být obtížné z různých příčin: nemáme dostatečné finanční prostředky, dostatek času, brání nám etické důvody, nebo není možné všechny jednotky dohledat či kontaktovat. Abychom mohli výsledky získané pomocí výběrového souboru zobecnit na naši cílovou populaci, je třeba volit jednotlivé prvky náhodně: všechny potenciální jednotky výběrového souboru musí mít stejnou šanci, abychom je do výzkumu zahrnuli .

## Statistické usuzování
Statistické usuzování neboli indukce, je proces zobecňování z výběrového souboru (n) na celý soubor, resp. populaci (N). Cílem induktivní statistiky je z vypozorovaných dat vyvodit zobecnitelná tvrzení s udáním intervalu spolehlivosti - jde tedy o snahu objektivizovat pozorování a zbavit se subjektivního vlivu pozorovatele. Při dodržení správného postupu lze pomocí náhodného výběru dělat závěry o celém souboru.
Náhodný výběr má za cíl dosáhnout maximální reprezentativnosti výzkumu. To znamená, aby výběr obsahoval celou strukturu zkoumaného souboru. Náhodný výběr musí splňovat dvě základní podmínky: pravděpodobnost výběru je pro všechny jednotky souboru nenulová a zároveň jsou jednotky vybrány nezávisle jedna na druhé.

## Chyby odhadů
K chybám v odhadech výběrové statistiky aktuálního parametru dané populace nebo jen určité subpopulace může dojít buď v důsledku výběru, kde řadíme chyby výběrové náhodné a chyby výběrové systematické. Chyby výběrové náhodné jsou zapříčiněné působením náhody při výběru vzorku populace. Příklad na dvou pětičlenných skupinách osob: Osoby v první skupině jsou vegetariáni a pravidelně cvičí, opačně je tomu u osob ve skupině druhé. Pět let sledujeme zdravotní stav osob obou skupin. Závěry se pokaždé mohou lišit. Jednou může být na tom po zdravotní stránce lépe skupina první, podruhé naopak skupina druhá. Platí tedy, že čím větší velikost vzorku populace, tím se variabilita výsledků minimalizuje a předchází se tak náhodné chybě.
Výběrová systematická chyba označuje zkreslení, které vzniklo důsledkem upřednostnění některých hodnot proměnných v plánu výzkumu. Například studujeme-li skupinu zaměstnaných a nezaměstnaných a ptáme se na jejich zkušenosti v období, kdy byli bez práce. Za věrohodnější a přesnější pak považujeme výpovědi aktuálně nezaměstnaných, což vede ke zkreslení výzkumu.
Chybné odhady mohou být zapříčiněné i chybami nevýběrovými. K těm může dojít při nedostatečném usuzování výběrového souboru nebo jsou způsobené předem chybným statistickým rozborem dat celé populace, což mohly zavinit chybné měřící instrumenty nebo aritmetické chyby.